# Ganz allein krieg ich’s nicht hin
Ganz allein krieg ich’s nicht hin ist das dritte Studioalbum des deutschen Sängers Marius Müller-Westernhagen. Es erschien am 20. Juni 1977 über WEA.

## Entstehung
Die Aufnahmen fanden vom 14. bis 25. Februar 1977 und vom 10. bis 14. März 1977 im Alster-Studio in Hamburg, statt. Produziert wurde das Album wie auch schon Westernhagens Debütalbum Das erste Mal sowie der Vorgänger Bittersüß erneut von Peter Hesslein. Hesslein wirkte auch an den Band- und Chor-Arrangements sowie als Musiker mit. Er schrieb zudem die Titel Du bist so schrecklich lieb, Ganz allein krieg’ ich’s nicht hin und Lisa. Keyboarder Peter Hecht schrieb den Song Karikatur. Die übrigen Stücke stammen von Westernhagen selbst, der auch alle Texte schrieb. Das Album wurde mit der Lucifer’s Friend-Crew eingespielt. Es wurde später von Tim Young in den Metropolis Studios in London digital remastert.

## Titelliste
1. Träumer – 4:15
2. Du bist so schrecklich lieb – 3:45
3. Du bist Du – 4:31
4. Deine Pflicht – 5:15
5. Ganz allein krieg’ ich’s nicht hin – 5:21
6. Ich fühl mich nicht mal schuldig – 5:30
7. Lisa – 4:20
8. Karikatur – 3:15
9. Wunder Dich nicht – 2:56
10. Ich mach mir ’nen Reim – 4:13